# Dąbrówka Kujawska
Dąbrówka Kujawska [pronunciación en polaco: /dɔmˈbrufka kuˈjafska/] (en alemán: Parkwiese) es un pueblo ubicado en el distrito administrativo de Gmina Złotniki Kujawskie, dentro del condado de Inowrocław, Voivodato de Cuyavia y Pomerania, en el centro-norte de Polonia. Se encuentra a unos 9 kilómetros al noroeste de Złotniki Kujawskie, a 24 kilómetros al noroeste de Inowrocław, y a 19 kilómetros al sur de Bydgoszcz.